# Letni śnieg
Letni śnieg (kant. Nu ren si shi) – hongkoński komediodramat filmowy z 1995 roku w reżyserii Ann Hui.

## Fabuła
Po śmierci matki Binga życie rodziny Sun komplikuje się. U starego pana Sun ujawnia się choroba Alzheimera.

## Obsada
- Josephine Siao jako May Sun
- Roy Chiao jako Lin Sun
- Law Kar-Ying jako Bing Sun
- Allen Ting jako Allen Sun
- Law Koon-Lan jako Lan Sun
- Ha Ping jako pani Han
- Lau Shun jako pan Lo
- Chong Ching Yee jako Carrie Chin
- Chow Chi-Fai jako brat Binga
- Tam Sing Hung jako Ying Sun
- Tsang Gin jako Janice
- Pau Fong jako Fang
- Manfred Wong jako sprzedawca ryb
- Chang Tseng jako właściciel herbaciarni
- Stephen Fung jako Cannon
- Ann Hui jako sąsiadka
- Allen Fong
- Shirley Huang

## Nagrody
- 45. MFF w Berlinie (1995)
  - Srebrny Niedźwiedź dla najlepszej aktorki -  Josephine Siao
  - Nagroda Jury Ekumenicznego
    - udział w konkursie głównym o nagrodę Złotego Niedźwiedzia